# União Brasil
Die União Brasil (UNIÃO) ist eine brasilianische Partei, die 2021 durch die Fusion der Parteien Democratas (DEM) und Partido Social Liberal (PSL) entstand. Sie wurde am 6. Oktober 2021 durch die Gremien der beiden Parteien beschlossen und am 8. Februar 2022 durch den Tribunal Superior Eleitoral (TSE) eingetragen. Sie gilt als Catch-all-Partei.

## Vorgeschichte
Im Jahr 2017 wurde ein Gesetz verabschiedet mit dem Ziel, die Anzahl der in Parlamenten vertretenen Parteien, aktuell 23 Parteien im Kongress, zu senken. Dazu wurde eine Sperrklausel eingeführt, die Schritt für Schritt von 1,5 % bei den Wahlen 2018 auf 3 % im Jahr 2030 steigen soll.
Eine weitere Regel besagt, dass ein Kandidat mindestens 10 % der Stimmen erhalten muss, die der Quotient aus gültigen Stimmen und Sitzen im Parlament ergibt. Aufgrund dieser Regel musste z. B. im Bundesstaat São Paulo die Fraktion der PSL um sieben Sitze reduziert werden.

## Entwicklung der Parteien

### PSL
Bis zum Eintritt von Jair Bolsonaro und dessen Verkündung als Präsidentschaftskandidat war die PSL eine der kleineren Parteien in Brasilien. Doch mit Bolsonaro als Zugpferd gelang der PSL ihre Sitze im Parlament von einem auf 57 zu vervielfachen. Dazu kamen vier Sitze im Senat, in dem die PSL noch nie vertreten war.
Doch schon zu Amtsantritt von Bolsonaro kam es zu öffentlichen Konflikten zwischen der Parteiführung um Luciano Bivar, dem langjährigen Präsidenten der Partei, Gustavo Bebbiano, dem aktuellen Präsidenten der Partei und Jair Bolsonaro, bei denen es um illegale Machenschaften im Wahlkampf 2018 ging.
Nach anhaltenden Konflikten in der Partei und dem gescheiterten Versuch, sie auf die Bedürfnisse seiner Familie zuzuschneiden, verließ Bolsonaro die Partei im November 2019. In der Folge brach die Zahl der Mitglieder der Partei um 3/4 ein.

### Democratas
Im Gegensatz zum PSL waren die Democratas seit Langem ein politisches Schwergewicht in Brasilien. Jedoch erlebten sie seit Beginn des 21. Jahrhunderts einen schleichenden Niedergang.
Bei den Wahlen 2018 erhielten die DEM noch 29 Sitze im Kongress und 6 Sitze im Senat. Mehr als 2014, aber nur 1/3 gegenüber 1998. Dazu kamen die Posten als Gouverneur in Mato Grosso und Goias sowie des Vize-Gouverneurs in São Paulo.
Im Kabinett Bolsonaro waren sie, zusammen mit der PSL, mit jeweils drei Ministern die stärksten Parteien. Mit Davi Alcolumbre im Senat und mit Rodrigo Maia im Kongress saßen Democratas beiden Kammern des Parlaments vor.
Doch immer wieder kam es zu Konflikten zwischen Präsident Bolsonaro und dem Kongress, weniger auf inhaltlicher Ebene als mehr aufgrund des Umgangs Bolsonaros mit dem Parlament. Und damit entwickelte sich Rodrigo Maia immer mehr zum Gegenspieler und erklärten Gegner des Präsidenten.
Mit der Covid-19-Pandemie eskalierte die Situation. Gesundheitsminister Luiz Henrique Mandetta widersetzte sich dem Augen-zu-und-durch-Kurs Bolsonaros, der letztendlich zu über 600.000 Todesopfern führte, bis er vom Präsidenten entlassen wurde. Mit steigenden Opferzahlen und einer Bestätigung durch den Supremo Tribunal Federal im Rücken nahmen Bundesstaaten im Kampf gegen Covid-19 das Heft in die Hand und setzten, zum Unwillen Bolsonaros, verschärfte Maßnahmen gegen die Pandemie um. Mit Rodrigo Garcia und Ronaldo Caiado, Wortführer aufseiten der Gouverneure, Parteivorsitzendem ACM Neto und Onyx Lorenzoni, einem der wichtigsten Vertrauten Bolsonaros, auf Seiten der Bundesregierung, bildeten die Democratas also gleichzeitig Regierungspartei und Opposition.
Im Mai 2021 verlassen dann mit Rodrigo Maia, Rodrigo Garcia und Eduardo Paes, Bürgermeister von Rio de Janeiro, gleich drei einflussreiche Politiker die Democratas.

## Fusion der Parteien
Die Democratas verloren zwar nicht, wie der PSL, allzu viele Mitglieder, dafür jedoch wichtige Identifikationsfiguren. Das wiegt umso schwerer, da Wahlen in Brasilien, besonders aufgrund einer großen Anzahl von Parteien, reine Persönlichkeitswahlen sind. Von dieser Seite aus ergibt eine Reduzierung der Parteien durch Fusion einen Vorteil für die Parteien. Und so wurde das Projekt von 2019 wieder aufgenommen, das dann im Oktober 2021 in der Fusion als União Brasil abgeschlossen wurde. Dabei wurde Luciano Bivar Präsident der Partei, ACM Neto wurde Generalsekretär.

## Politisches Gewicht
Während die Zahl der Mitglieder mit 1.083.080 Mitgliedern (Stand: Juli 2022) in etwa den langjährigen Zahlen der Democratas entspricht, haben sich die Zahlen der Gouverneure und der Abgeordneten durch die Fusion deutlich erhöht, auch wenn sie unter der Summe der für die beiden Parteien gewählten Mandatsträgern liegt, da viele Bolsonaro nahestehende Politiker die Parteien verließen.

## Mitgliederentwicklung
| Partei | Jahr          | Zahl      |
| ------ | ------------- | --------- |
| DEM    | 2021, Oktober | 1.010.594 |
| PSL    | 2021, Oktober | 74.824    |
| União  | 2021, Oktober | –         |
| União  | 2022, April   | 1.083.269 |
| União  | 2022, Juni    | 1.083.183 |
| União  | 2022, August  | 1.082.989 |

## Parteienstammbaum
| Partido Social Liberal (PSL) 1994–2022 | Partido Social Liberal (PSL) 1994–2022 | Partido Social Liberal (PSL) 1994–2022 | Partido Social Liberal (PSL) 1994–2022 | Partido Social Liberal (PSL) 1994–2022 | Partido Social Liberal (PSL) 1994–2022 |  |  | Frente Liberal (FL) Partido da Frente Liberal (PFL) 1985–2007 Democratas (DEM) 2007–2022 | Frente Liberal (FL) Partido da Frente Liberal (PFL) 1985–2007 Democratas (DEM) 2007–2022 | Frente Liberal (FL) Partido da Frente Liberal (PFL) 1985–2007 Democratas (DEM) 2007–2022 | Frente Liberal (FL) Partido da Frente Liberal (PFL) 1985–2007 Democratas (DEM) 2007–2022 | Frente Liberal (FL) Partido da Frente Liberal (PFL) 1985–2007 Democratas (DEM) 2007–2022 | Frente Liberal (FL) Partido da Frente Liberal (PFL) 1985–2007 Democratas (DEM) 2007–2022 |
| Partido Social Liberal (PSL) 1994–2022 | Partido Social Liberal (PSL) 1994–2022 | Partido Social Liberal (PSL) 1994–2022 | Partido Social Liberal (PSL) 1994–2022 | Partido Social Liberal (PSL) 1994–2022 | Partido Social Liberal (PSL) 1994–2022 |  |  | Frente Liberal (FL) Partido da Frente Liberal (PFL) 1985–2007 Democratas (DEM) 2007–2022 | Frente Liberal (FL) Partido da Frente Liberal (PFL) 1985–2007 Democratas (DEM) 2007–2022 | Frente Liberal (FL) Partido da Frente Liberal (PFL) 1985–2007 Democratas (DEM) 2007–2022 | Frente Liberal (FL) Partido da Frente Liberal (PFL) 1985–2007 Democratas (DEM) 2007–2022 | Frente Liberal (FL) Partido da Frente Liberal (PFL) 1985–2007 Democratas (DEM) 2007–2022 | Frente Liberal (FL) Partido da Frente Liberal (PFL) 1985–2007 Democratas (DEM) 2007–2022 |
|                                        |                                        |                                        |                                        |                                        |                                        |  |  |                                                                                          |                                                                                          |                                                                                          |                                                                                          |                                                                                          |                                                                                          |
|                                        |                                        |                                        |                                        | União Brasil (UNIÃO) (seit 2022)       |                                        |  |  |                                                                                          |                                                                                          |                                                                                          |                                                                                          |                                                                                          |                                                                                          |

## Präsidentschaftswahl 2022
Für die Präsidentschaftswahl im Rahmen der Wahlen in Brasilien 2022 wurde die Senatorin für Mato Grosso do Sul Soraya Thronicke im August 2022 zur Kandidatin gewählt.
Zunächst war Sergio Moro als Präsidentschaftskandidat vorgesehen, am 14. April 2022 wählte die Partei jedoch anstelle von Moro den neuen Parteipräsidenten Luciano Bivar zum Präsidentschaftskandidaten, der davon aber wieder Abstand nahm.
| Jahr | Bild | Kandidat Präsidentschaft | Kandidat Vizepräsidentschaft | Stimmen          | Rang |
| ---- | ---- | ------------------------ | ---------------------------- | ---------------- | ---- |
| 2022 |      | Soraya Thronicke (UNIÃO) | Marcos Cintra (UNIÃO)        | 600.955 (0,51 %) | 5    |